# Přídavné spalování

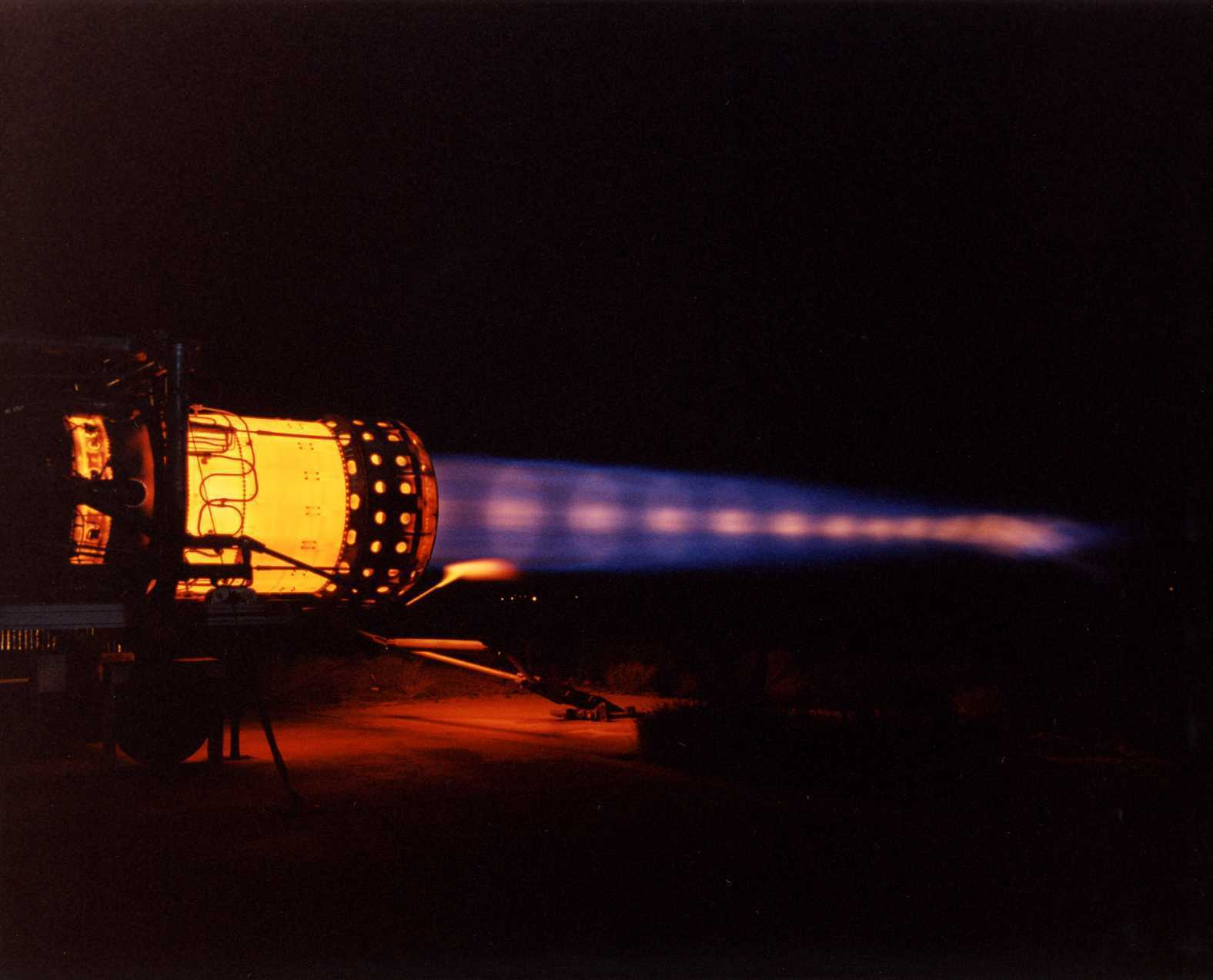
Test přídavného spalování motoru Pratt & Whitney J58

Přídavné spalování nebo také forsáž (afterburner v americké angličtině či reheat v britské) je zařízení přidávané k některým druhům proudových motorů zejména vojenských letounů.
Za předchůdce letounů s přídavným spalováním lze považovat projekt Caproni-Campini N.1, navržený v roce 1931 a postavený 1940. Ten měl ale ještě proud vzduchu vytvářený pístovým motorem. Pro turbínový motor bylo poprvé použito v projektu letounu Miles M.52 během posledních let druhé světové války.
Účelem přídavného spalování je dočasné zvýšení tahu proudového motoru v situacích, kdy je vyžadováno krátkodobé, rapidní zvýšení výkonu stroje. Jsou to především vzlet, bojové manévry, nebo nadzvukový let. Zvýšení tahu je dosaženo vstřikováním paliva přímo do výtokové trysky za turbínou. Palivo je zažehnuto horkými výtokovými plyny a zvyšuje okamžitě tah proudového motoru zhruba o jednu třetinu. Z principu je přídavné spalování velmi náročné na spotřebu paliva, proto se používá pouze v určitých situacích a po omezenou dobu. Výjimkou je motor Pratt & Whitney J58, motor použitý k pohonu SR-71 Blackbird, který byl konstruován pro dlouhé lety v režimu zapnutého přídavného spalování.

## Nevýhody
Palivo je vstřikováno do výtokové trysky, kde výtokové plyny už spotřebovaly většinu kyslíku při hoření ve spalovací komoře proudového motoru. Proto je přídavné spalování velice neefektivní, vzhledem k množství paliva, které spotřebuje. Jeho efekt také slábne s přibývající letovou výškou, jak se tlak ve výtokové trysce úměrně snižuje. Naopak na příkladu SR-71 lze vidět, že je tento letoun relativně účinný právě ve velkých výškách, při rychlostech přesahujících Mach 3 a v režimu wet (mokrém – přídavné spalování zapnuto). Je to ale dáno unikátní konstrukcí motorů (turbonáporové, s ramjet efektem) a jednoúčelovou konstrukcí celého letounu, který byl projektován pouze za účelem velice rychlého letu ve velkých výškách. Proudové motory mohou být přizpůsobeny pro větší účinnost buď pro režim wet (mokrý), nebo dry (suchý). Motor, uzpůsobený pro mokrý režim letu je sice relativně účinný a úsporný při použití přídavného spalování, ale má velkou spotřebu v režimu letu bez forsáže. Inženýři musejí vždy vytvořit kompromis mezi těmito dvěma extrémy.
Přídavné spalování vytváří markantní nárůst tahu, jeho projevem jsou také dlouhé plameny, šlehající z trysek motoru. V plamenech můžeme vidět tzv. šokové diamanty (shock diamonds), svítivé prstence, tvořené rázovými vlnami ve výtokových plynech.

## Použití
Jediné civilní letouny, vybavené motory s přídavným spalováním, byly Concorde a Tupolev Tu-144. Ty používaly „wet“ režim při startu, Concorde také pro zkrácení času stráveného v transonickém režimu letu, při překonávání zvukové bariéry, kdy je největší odpor vzduchu. Kromě těchto dvou civilních výjimek lze motory s přídavným spalováním najít pouze ve vojenských a experimentálních letounech.